# The Blue Envelope Mystery
The Blue Envelope Mystery è un film muto del 1916 diretto da Wilfrid North.
La sceneggiatura si basa sul romanzo The Blue Envelope di Sophie Kerr che, uscito a puntate nel 1916 su Woman's Home Companion, venne poi pubblicato a Garden City (NY) nel 1917.

## Produzione
Il film fu prodotto dalla Vitagraph Company of America.

## Distribuzione
Distribuito dalla Greater Vitagraph (V-L-S-E), il film uscì nelle sale cinematografiche statunitensi il 23 ottobre 1916.